# Leiostyla laurinea
Leiostyla laurinea é uma espécie de gastrópode  da família Pupillidae.
É endémica de Portugal.